# چارلی فریمن
چارلی فریمن(انگلیسی: Charlie Freeman؛ ۲۲ اوت ۱۸۸۷ – ۱۷ مارس ۱۹۵۶) بازیکن فوتبال اهل بریتانیا بود.
از باشگاه‌هایی که در آن بازی کرده‌است می‌توان به باشگاه فوتبال چلسی، باشگاه فوتبال مایدستون یونایتد، باشگاه فوتبال گیلینگام، و باشگاه فوتبال فولام اشاره کرد.